# Победници светских првенстава у атлетици на отвореном — десетобој
Дисциплина десетобој у мушкој конкуренцији налази се у програму светских првенстава у атлетици од 1. Светског првенства 1983. у Хелсинкију.
Највише успеха у појединачној конкуренцији имали су Американац Ден О'Брајан и Чех Томаш Дворжак са по три освојене златне медаље.  Рекордер Светских првенстава са девеет хиљада четрдесет пет бодова је Американац Ештон Итон. У екипној конкуренцији Американци доминирају са дванаест освојених медаља.
Победници светских првенстава и њихови резултати приказани су у следећој табели. Резултати освајача медаља су укупан збир поена сакупљених у десет атлетских дисциплина (100 метара, скок у даљ, бацање кугле, скок у вис, 400 метара, 110 метара препоне, бацање диска, скок мотком, бацање копља, 1.500 метара) у оквиру два дана такмичења у десетобоју.
| Светско првенство       |                                |              |                                |       |                                  |       |
| Хелсинки 1983. детаљи   | Дејли Томпсон Велика Британија | 8.666 РСП    | Јирген Хингсен Западна Немачка | 8.561 | Зигфрид Венц Западна Немачка     | 8.478 |
| Рим 1987. детаљи        | Торстен Фос Источна Немачка    | 8.680 РСП    | Зигфрид Венц Западна Немачка   | 8.461 | Павел Тарнавецки Совјетски Савез | 8.375 |
| Токио 1991. детаљи      | Ден О'Брајен Сједињене Државе  | 8.812 РСП    | Мајк Смит Канада               | 8.549 | Кристијан Шенк Немачка           | 8.394 |
| Штутгарт 1993. детаљи   | Ден О'Брајен Сједињене Државе  | 8.817 РСП    | Едуард Хамалаинен Белорусија   | 8.724 | Паул Мајер Немачка               | 8.548 |
| Гетеборг 1995. детаљи   | Ден О'Брајен Сједињене Државе  | 8.695        | Едуард Хамалаинен Белорусија   | 8.489 | Мајк Смит (атлетичар) Канада     | 8.419 |
| Атина 1997. детаљи      | Томаш Дворжак Чешка            | 8.837 РСП    | Едуард Хамалаинен Финска       | 8.730 | Франк Бусеман Немачка            | 8.652 |
| Севиља 1999. детаљи     | Томаш Дворжак Чешка            | 8.744        | Дин Мејси Велика Британија     | 8.556 | Крис Хафинс Сједињене Државе     | 8.547 |
| Едмонтон 2001. детаљи   | Томаш Дворжак Чешка            | 8.902 РСП    | Ерки Нол Естонија              | 8.815 | Дин Мејси Велика Британија       | 8.603 |
| Париз 2003. детаљи      | Том Папас Сједињене Државе     | 8.750        | Роман Шебрле Чешка             | 8.634 | Дмитриј Карпов Казахстан         | 8.374 |
| Хелсинки 2005. детаљи   | Брајан Клеј Сједињене Државе   | 8.732        | Роман Шебрле Чешка             | 8.521 | Атила Живоцки Мађарска           | 8.385 |
| Осака 2007. детаљи      | Роман Шебрле Чешка             | 8.676        | Морис Смит Јамајка             | 8.644 | Дмитриј Карпов Казахстан         | 8.586 |
| Берлин 2009. детаљи     | Треј Харди Сједињене Државе    | 8.790        | Лионел Суарез Куба             | 8.640 | Олексиј Касјанов Украјина        | 8.479 |
| Тегу 2011. детаљи       | Треј Харди Сједињене Државе    | 8.607        | Ештон Итон Сједињене Државе    | 8.505 | Лионел Суарез Куба               | 8.501 |
| Москва 2013. детаљи     | Ештон Итон Сједињене Државе    | 8.809        | Михаел Шредер Немачка          | 8.670 | Демијан Ворнер Канада            | 8.512 |
| Пекинг 2015. детаљи     | Ештон Итон Сједињене Државе    | 9.045 СР РСП | Демијан Ворнер Канада          | 8.695 | Рико Фрајмут Немачка             | 8.561 |
| Лондон 2017. детаљи     | Кевин Мајер Француска          | 8.768        | Рико Фрајмут Немачка           | 8.564 | Каи Кажмирек Немачка             | 8.488 |
| Доха 2019. детаљи       | Никлас Каул Немачка            | 8.691        | Маисел Уибо Естонија           | 8.604 | Демијан Ворнер Канада            | 8.529 |
| Јуџин 2022. детаљи      | Кевин Мајер Француска          | 8.816        | Пирс Лепаж Канада              | 8.701 | Закари Зиемек Сједињене Државе   | 8.676 |
| Будимпешта 2023. детаљи | Пирс Лепаж Канада              | 8.909        | Демијан Ворнер Канада          | 8.804 | Линдон Виктор Гренада            | 8.756 |
| Токио 2025.             |                                |              |                                |       |                                  |       |

## Биланс медаља у десетобоју
Стање после СП 2023.
|     | Земља                |    |    |    |    |
| --- | -------------------- | -- | -- | -- | -- |
| 1.  | Сједињене Државе     | 9  | 1  | 2  | 12 |
| 2.  | Чешка                | 4  | 2  | -  | 6  |
| 3.  | Француска            | 2  | -  | -  | 2  |
| 4.  | Канада               | 1  | 4  | 3  | 8  |
| 5.  | Немачка              | 1  | 2  | 5  | 8  |
| 6.  | Уједињено Краљевство | 1  | 1  | 1  | 3  |
| 7.  | Источна Немачка      | 1  | -  | -  | 1  |
| 8.  | Западна Немачка      | -  | 2  | 1  | 3  |
| 9.  | Естонија             | -  | 2  | -  | 2  |
| 9.  | Белорусија           | -  | 2  | -  | 2  |
| 11. | Куба                 | -  | 1  | 1  | 2  |
| 12. | Финска               | -  | 1  | -  | 1  |
| 12. | Јамајка              | -  | 1  | -  | 1  |
| 14. | Казахстан            | -  | -  | 2  | 2  |
| 15. | Совјетски Савез      | -  | -  | 1  | 1  |
| 15. | Мађарска             | -  | -  | 1  | 1  |
| 15. | Украјина             | -  | -  | 1  | 1  |
| 15. | Гренада              | -  | -  | 1  | 1  |
|     | Укупно 18 земаља     | 19 | 19 | 19 | 57 |